# Banksia canei
Banksia canei är en tvåhjärtbladig växtart som beskrevs av James Hamlyn Willis. Banksia canei ingår i släktet Banksia och familjen Proteaceae. Inga underarter finns listade i Catalogue of Life.